# Ponte Baluarte
A Ponte Baluarte (Puente Baluarte), oficialmente Ponte Baluarte Bicentenário (Puente Baluarte Bicentenario), é uma ponte estaiada localizada entre os municípios de Concordia, em Sinaloa e Pueblo Nuevo, em Durango, ao longo da rodovia Durango-Mazatlan, no México.
A ponte se estende por 1 124 m, com um vão livre de 520 m suspenso por cabos entre os dois mastros principais. A pista está 402,6 m acima do vale do rio Baluarte, sendo assim a ponte estaiada mais alta do mundo, e a segunda mais alta dentre as pontes em geral.
Sua construção teve início em 21 de fevereiro de 2008.  A ponte foi inaugurada pelo presidente da república mexicana Felipe Calderón em 5 de janeiro de 2012. A construção da ponte deve ser concluída no final de janeiro de 2012 e entrar em plena operação ao final deste ano.